# Saint-Laurent-du-Verdon
Pour les articles homonymes, voir Saint-Laurent.
Saint-Laurent-du-Verdon est une commune française, située dans le département des Alpes-de-Haute-Provence en région Provence-Alpes-Côte d'Azur.
Le nom de ses habitants est Saint-Laurennais.

## Géographie

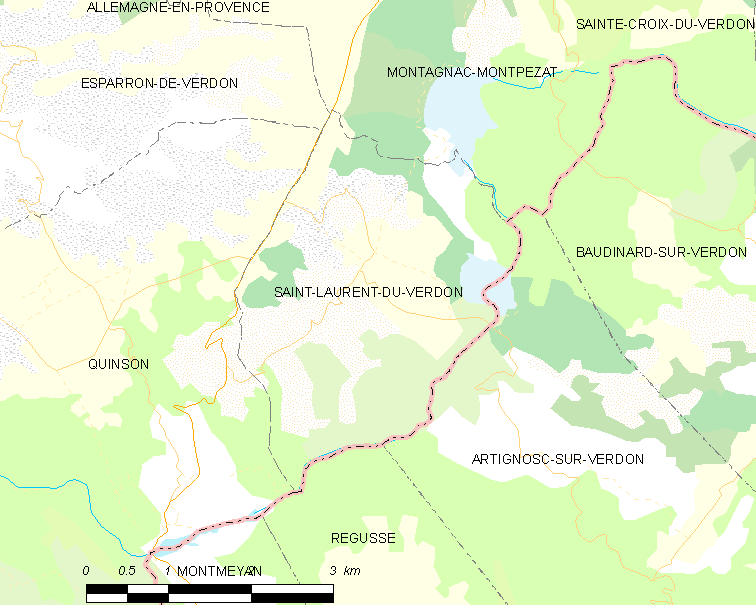
Saint-Laurent-du-Verdon et les communes voisines (Cliquez sur la carte pour accéder à une grande carte avec la légende).

Le village est situé à 468 m d’altitude.
Les communes limitrophes de Saint-Laurent-du-Verdon sont Montagnac-Montpezat, Baudinard-sur-Verdon et Artignosc-sur-Verdon (ces deux communes situées dans le département du Var), Quinson et Esparron-de-Verdon.

### Transports

#### Services autocars

##### Lignes intercommunales
Le village est relié par une ligne intercommunale du réseau Trans'Agglo :
| Ligne | Tracé |
| ----- | --- |
| 134   | Esparron-de-Verdon ↔ Quinson ↔ Saint-Laurent-du-Verdon ↔ Montagnac-Montpezat ↔ Riez (Transport à la demande) |

##### Lignes scolaires
Des lignes de transports scolaires ont été mises en place pour rallier le collège de Riez. Ces lignes sont financées par la communauté d'agglomération Durance Luberon Verdon au travers du réseau Trans'Agglo. En plus des lignes existantes du réseau, d'autres ont été rajoutées.
| Ligne   | Tracé                                    |
| ------- | ---------------------------------------- |
| 144 S   | Quinson ↔ Saint-Laurent-du-Verdon ↔ Riez |
| 183 RPI | Saint-Laurent-du-Verdon ↔ Quinson        |

### Environnement
La commune compte 300 ha de bois et forêts, soit plus du tiers de la superficie.

### Hydrographie
Le Verdon traverse la commune. Plusieurs de ses affluents coulent également à Saint-Laurent-du-Verdon :
- vallon des Grignolets[4], cours d'eau de 4,5 km.
- ravin d'Enriou[5].
- vallon de Long camps[6].

### Risques naturels et technologiques
Aucune des 200 communes du département n'est en zone de risque sismique nul. Le canton de Riez auquel appartient Saint-Laurent-du-Verdon est en zone 1b (sismicité faible) selon la classification déterministe de 1991, basée sur les séismes historiques, et en zone 3 (risque modéré) selon la classification probabiliste EC8 de 2011. La commune de Saint-Laurent-du-Verdon est également exposée à trois autres risques naturels :
- feu de forêt ;
- inondation ;
- mouvement de terrain : la commune est presque entièrement concernée par un aléa moyen à fort[9].

La commune de Saint-Laurent-du-Verdon est de plus exposée à deux risques d’origine technologique :
- celui de transport de matières dangereuses par route. La départementale RD 11 qui passe en bordure de la commune peut être empruntée par les transports routiers de marchandises dangereuses[11] ;
- et celui de rupture de barrage. Saint-Laurent-du-Verdon fait partie de la zone d’inondation spécifique en cas de rupture du barrage de Castillon[12],[13]. Si cette rupture advenait, l’onde de submersion passerait en crête au-dessus du barrage de Chaudanne[14] et ne serait retenue que quelques minutes par le barrage de Sainte-Croix[15]. Les 64 kilomètres de vallée du Verdon qui séparent le barrage de Castillon de la commune serait parcourus en 1 h 38 minutes[15]. L’onde arriverait déjà considérablement affaiblie, provoquant une hausse du cours du Verdon d’une dizaine de mètres environ. Elle atteindrait la sortie de la commune six minutes plus tard, progressant à une vitesse de 60 km/h[16].

Aucun plan de prévention des risques naturels prévisibles (PPR) n’existe pour la commune et le Dicrim n’existe pas non plus. L’incendie du 17 juillet 2003 détruit 820 ha de forêt, en touchant également les communes de Quinson et Esparron-de-Verdon ; le 7 août 2005, un nouvel incendie détruit 2 013 ha de forêt, en touchant également les communes de Quinson et Saint-Martin-de-Brômes.

### Toponymie
Le nom du village apparaît pour la première fois en 1274 (vicarius sancti Laurentii), sa forme occitane (sant plus le nom du saint) a été francisée par la suite,. Elle rend hommage à saint Laurent, martyr du IIIe siècle.
La commune se nomme Sant Laurenç en occitan provençal.

### Climat
Pour des articles plus généraux, voir Climat de Provence-Alpes-Côte d'Azur et Climat des Alpes-de-Haute-Provence.
En 2010, le climat de la commune est de type climat méditerranéen altéré, selon une étude du Centre national de la recherche scientifique s'appuyant sur une série de données couvrant la période 1971-2000. En 2020, Météo-France publie une typologie des climats de la France métropolitaine dans laquelle la commune est exposée à un climat méditerranéen et est dans la région climatique Provence, Languedoc-Roussillon, caractérisée par une pluviométrie faible en été, un très bon ensoleillement (2 600 h/an), un été chaud (21,5 °C), un air très sec en été, sec en toutes saisons, des vents forts (fréquence de 40 à 50 % de vents > 5 m/s) et peu de brouillards.
Pour la période 1971-2000, la température annuelle moyenne est de 12,8 °C, avec une amplitude thermique annuelle de 17 °C. Le cumul annuel moyen de précipitations est de 778 mm, avec 6,4 jours de précipitations en janvier et 3 jours en juillet. Pour la période 1991-2020, la température moyenne annuelle observée sur la station météorologique de Météo-France la plus proche, « Regusse », sur la commune de Régusse à 9 km à vol d'oiseau, est de 13,5 °C et le cumul annuel moyen de précipitations est de 717,9 mm. 
La température maximale relevée sur cette station est de 40,9 °C, atteinte le 28 juin 2019 ; la température minimale est de −10,3 °C, atteinte le 13 février 2012,,.
Les paramètres climatiques de la commune ont été estimés pour le milieu du siècle (2041-2070) selon différents scénarios d'émission de gaz à effet de serre à partir des nouvelles projections climatiques de référence DRIAS-2020. Ils sont consultables sur un site dédié publié par Météo-France en novembre 2022.

## Urbanisme

### Typologie
Au 1er janvier 2024, Saint-Laurent-du-Verdon est catégorisée commune rurale à habitat dispersé, selon la nouvelle grille communale de densité à 7 niveaux définie par l'Insee en 2022.
Elle est située hors unité urbaine et hors attraction des villes,.

### Occupation des sols
L'occupation des sols de la commune, telle qu'elle ressort de la base de données européenne d’occupation biophysique des sols Corine Land Cover (CLC), est marquée par l'importance des territoires agricoles (49,9 % en 2018), en augmentation par rapport à 1990 (49 %). La répartition détaillée en 2018 est la suivante : 
zones agricoles hétérogènes (28 %), milieux à végétation arbustive et/ou herbacée (27,6 %), terres arables (21,9 %), forêts (19,1 %), eaux continentales (3,4 %).
L'évolution de l’occupation des sols de la commune et de ses infrastructures peut être observée sur les différentes représentations cartographiques du territoire : la carte de Cassini (XVIIIe siècle), la carte d'état-major (1820-1866) et les cartes ou photos aériennes de l'IGN pour la période actuelle (1950 à aujourd'hui).

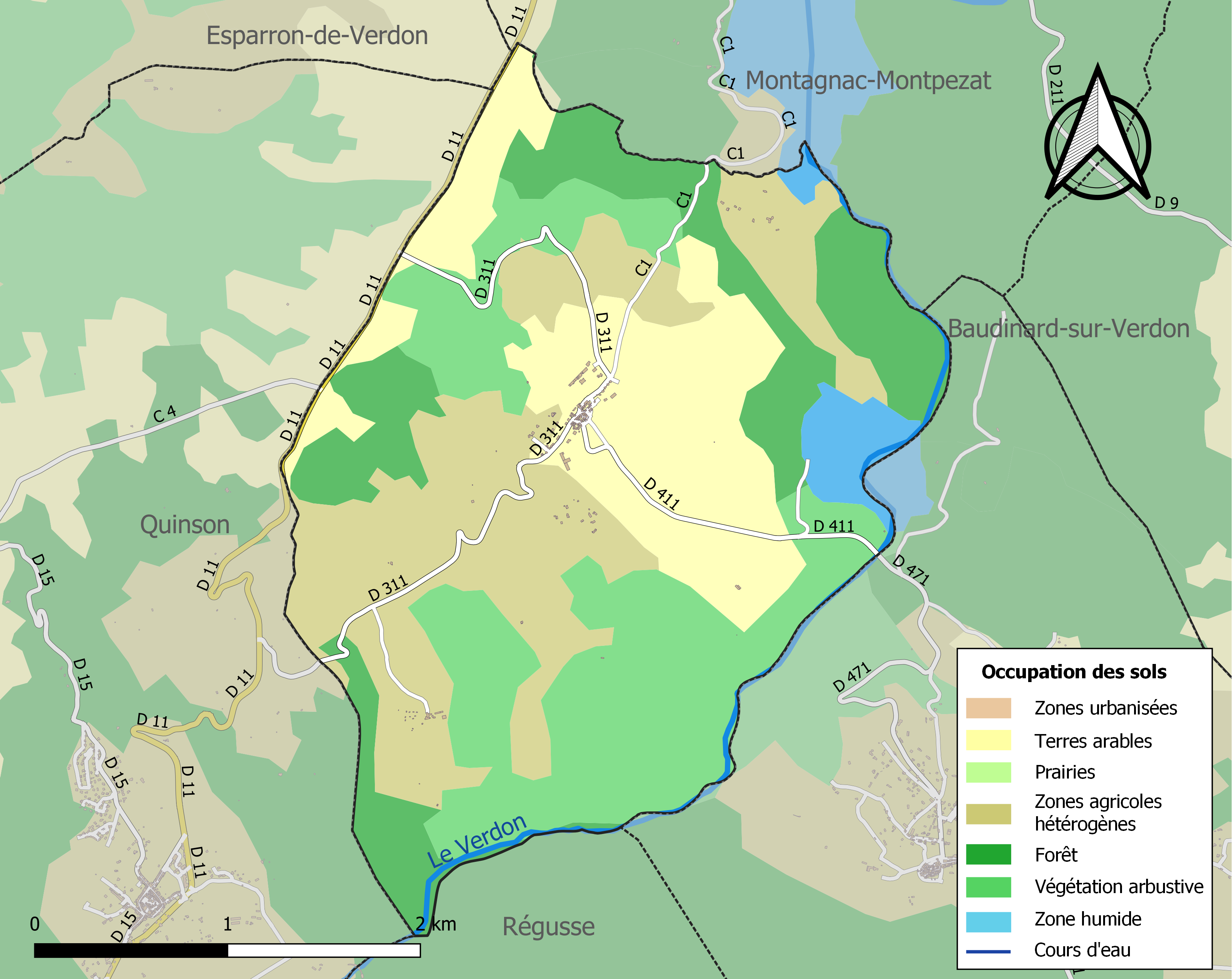
Carte de l'occupation des sols de la commune en 2018 (CLC).

## Histoire
Le territoire de la commune est fréquenté au paléolithique et au néolithique .
Quelques vestiges gallo-romains ont été retrouvés sur la commune (conduites de plomb, fondations) ainsi que des tombes en tegulae, au Plan Pelissier . Devant le château et à proximité de l’église, d’autres tombes du IVe siècle ont été mises au jour en 1961 .
La localité apparaît pour la première fois dans les chartes au XIIIe siècle (Sanctus Laurentius). Les seigneurs principaux du village sont les Vintimille (XIIIe-XVe), puis les Barras (XVIe-XVIIIe). Au XIIe siècle, les Esparron sont seigneurs du lieu, jusqu’à ce que le comte de Provence Raimond Béranger V confisque le château à Guillaume d’Esparron dans la première moitié du XIIIe siècle. Il donne alors la moitié de la seigneurie plus la seigneurie majeure aux évêques de Riez qui sont donc coseigneurs de 1234 à 1631. Les autres détenteurs d’une partie du fief sont les Pontevès, les d’Agoult, les Castellane, les Villeneuve, et enfin les Mazenod (XVIIIe, derniers titulaires).
De cette division, Saint-Laurent tire des armoiries compliquées, écartelées et portant un château en cœur.
Durant la Révolution, la commune compte une société patriotique, créée après la fin de 1792. Pour suivre le décret de la Convention du 25 vendémiaire an II qui invite les communes, dont les noms peuvent rappeler les souvenirs de la royauté, de la féodalité ou des superstitions, à les remplacer par d'autres dénominations, la commune change de nom pour Laurent ou Saluber.
Le coup d'État du 2 décembre 1851 commis par Louis-Napoléon Bonaparte contre la Deuxième République provoque un soulèvement armé dans les Basses-Alpes, en défense de la Constitution. Après l’échec de l’insurrection, une sévère répression poursuit ceux qui se sont levés pour défendre la République : 6 habitants de Saint-Laurent-du-Verdon sont traduits devant la commission mixte.
Au XIXe siècle, Saint-Laurent-du-Verdon est l’une des dernières communes de la région à ne pas posséder d’école : lors de l’enquête de 1863, elle est parmi les 17 communes du département (sur 245) à ne pas en posséder. Ce n’est qu’avec les lois Jules Ferry qu’elle s’équipe.

### Héraldique
| Blason de Saint-Laurent-du-Verdon | Blason  | Écartelé : au 1er d'or à un loup ravissant d'azur ; au 2e fascé d'or et d'azur de six pièces ; au 3e d'argent à quatre pals de gueules, et une bande d'azur brochante sur le tout chargée de trois besants d'or ; au 4e de gueules à deux lions affrontés d'argent, supportant d'une de leur patte un demi-vol d'or ; et sur le tout un écusson de gueules à un château donjonné de trois tours d'or . |
| Blason de Saint-Laurent-du-Verdon | Détails | Le statut officiel du blason reste à déterminer. |

## Politique et administration

### Intercommunalité
Saint-Laurent-du-Verdon fait partie :
- de 2010 à 2013, de la communauté de communes Luberon Durance Verdon ;
- depuis le 1er janvier 2013, de la communauté d'agglomération Durance Luberon Verdon.

### Municipalité
| Période                                  | Période      | Identité            | Étiquette | Qualité       |
| ---------------------------------------- | ------------ | ------------------- | --------- | ------------- |
| mai 1945                                 |              | Joachim Jauffret    |           |               |
|                                          |              |                     |           |               |
| 1977 (?)                                 | 1983 (?)     | Marcel Pourchet     |           |               |
| 1985                                     | octobre 2020 | Jean-Albert Bondil, | DVG       | Fonctionnaire |
| novembre 2020                            | En cours     | Nadine Grillon      |           |               |
| Les données manquantes sont à compléter. |              |                     |           |               |

### Budget et fiscalité 2015
En 2015, le budget de la commune était constitué ainsi :
- total des produits de fonctionnement : 259 000 €, soit 2 811 € par habitant ;
- total des charges de fonctionnement : 184 000 €, soit 1 996 € par habitant ;
- total des ressources d’investissement : 92 000 €, soit 1 001 € par habitant ;
- total des emplois d’investissement : 137 000 €, soit 1 492 € par habitant.
- endettement : 2 000 €, soit 25 € par habitant.

Avec les taux de fiscalité suivants :
- taxe d’habitation : 3,35 % ;
- taxe foncière sur les propriétés bâties : 20,57 % ;
- taxe foncière sur les propriétés non bâties : 60,16 % ;
- taxe additionnelle à la taxe foncière sur les propriétés non bâties : 0,00 % ;
- cotisation foncière des entreprises : 0,00 %.

### Environnement et recyclage
La collecte et traitement des déchets des ménages et déchets assimilés et la protection et mise en valeur de l'environnement se font dans le cadre de la communauté d'agglomération Durance Luberon Verdon.

## Démographie
L'évolution du nombre d'habitants est connue à travers les recensements de la population effectués dans la commune depuis 1765. Pour les communes de moins de 10 000 habitants, une enquête de recensement portant sur toute la population est réalisée tous les cinq ans, les populations de référence des années intermédiaires étant quant à elles estimées par interpolation ou extrapolation. Pour la commune, le premier recensement exhaustif entrant dans le cadre du nouveau dispositif a été réalisé en 2006.

En 2022, la commune comptait 89 habitants, en évolution de −8,25 % par rapport à 2016 (Alpes-de-Haute-Provence : +2,84 %, France hors Mayotte : +2,11 %).
| 1765 | 1793 | 1800 | 1806 | 1821 | 1831 | 1836 | 1841 | 1846 |
| ---- | ---- | ---- | ---- | ---- | ---- | ---- | ---- | ---- |
| 208  | 188  | 205  | 182  | 186  | 206  | 216  | 159  | 162  |

| 1851 | 1856 | 1861 | 1866 | 1872 | 1876 | 1881 | 1886 | 1891 |
| ---- | ---- | ---- | ---- | ---- | ---- | ---- | ---- | ---- |
| 169  | 137  | 145  | 162  | 159  | 143  | 139  | 131  | 111  |

| 1896 | 1901 | 1906 | 1911 | 1921 | 1926 | 1931 | 1936 | 1946 |
| ---- | ---- | ---- | ---- | ---- | ---- | ---- | ---- | ---- |
| 114  | 105  | 102  | 111  | 75   | 75   | 61   | 49   | 48   |

| 1954 | 1962 | 1968 | 1975 | 1982 | 1990 | 1999 | 2006 | 2011 |
| ---- | ---- | ---- | ---- | ---- | ---- | ---- | ---- | ---- |
| 58   | 46   | 52   | 53   | 59   | 71   | 74   | 92   | 91   |

| 2016 | 2021 | 2022 | - | - | - | - | - | - |
| ---- | ---- | ---- | - | - | - | - | - | - |
| 97   | 92   | 89   | - | - | - | - | - | - |

L’histoire démographique de Saint-Laurent est marquée par une période d’« étale » où la population reste assez stable à un niveau élevé. Cette période dure de 1800 à 1836. Elle est suivie d’un mouvement de diminution assez rapide. En 1901, la commune enregistre la perte de la moitié de sa population de 1836, le mouvement de baisse se poursuivant jusqu’aux années 1970. Si la population s’est remis à croître depuis, elle reste en dessous du niveau de 1901.
| 1315    | 1471   |
| ------- | ------ |
| 26 feux | 2 feux |

## Économie
La culture de l’olivier est importante dans la commune. Elle se développe du XVIe siècle jusqu’au début du XXe, avec une oliveraie de 6 000 pieds. Elle perd les 3/4 de son effectif en un demi-siècle (1 500 pieds en 1994),. La production de la commune bénéficie du label Huile d'olive de Provence AOC.
La vigne, autre composante de la triade méditerranéenne, est aussi présente anciennement. Au XIXe siècle, le vin produit est destiné à l’autoconsommation, sa qualité permettant de le vendre sur les marchés régionaux. Actuellement, le vin est toujours d’assez bonne qualité et inclus dans le périmètre du Pierrevert (AOC), mais les surfaces cultivées sont restreintes.
Un camp naturiste se trouve sur la commune, au domaine d’Enriou.

## Lieux et monuments

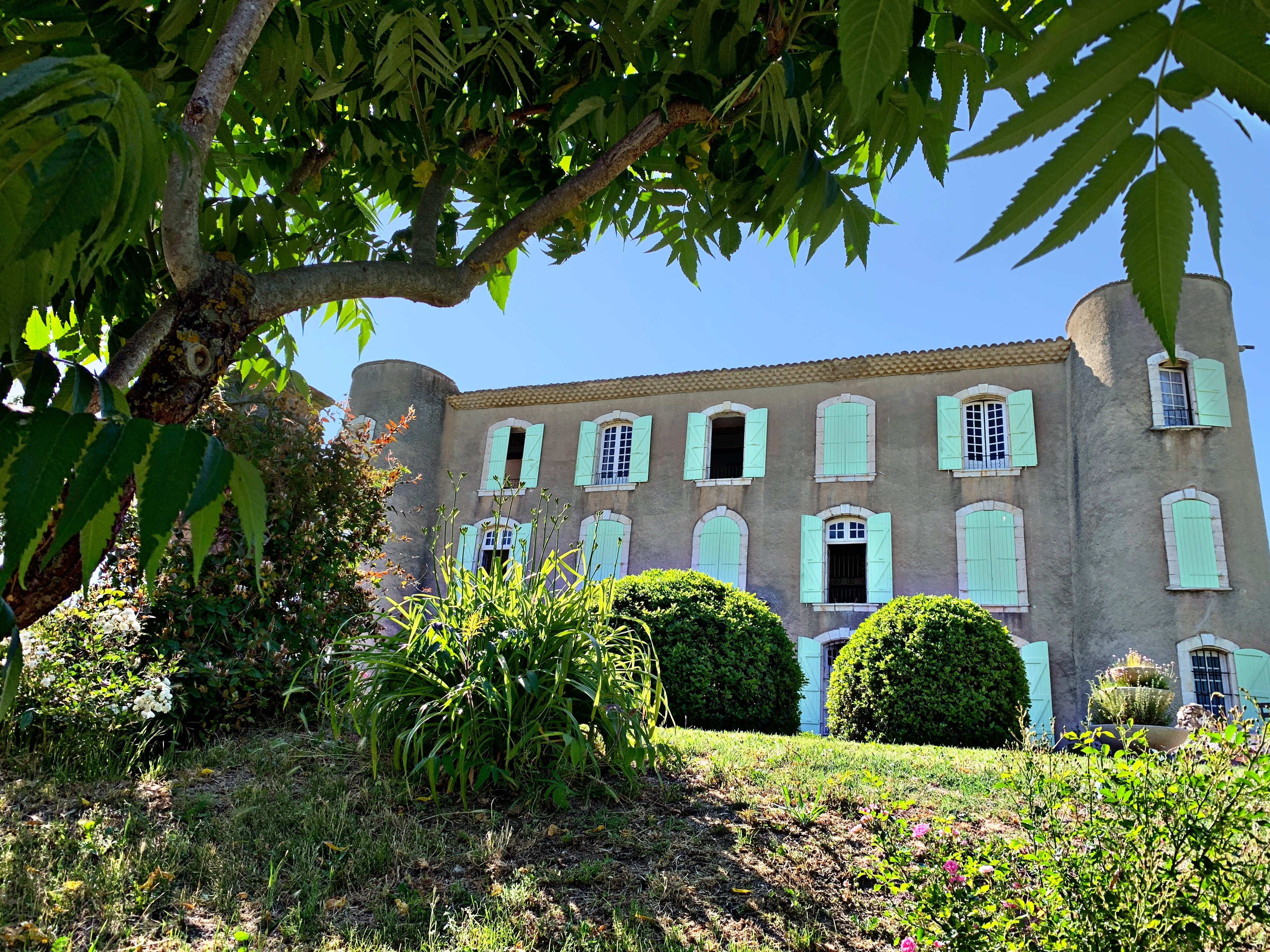
Le Château

Deux dolmens en très mauvais état ont été retrouvés sur la commune , aux lieux-dits Enriou et au Pont.
Les ruines du château fort construit au milieu du village sont du XVe siècle .
Le Château est l'âme du village. Les fenêtres des deux étages sont cintrées . La cheminée monumentale, en gypserie, est de style Louis XIV. C'est une propriété privée.
Quelques maisons du village datent des environs de 1500 .
L’église est placée sous le vocable et le patronage de saint Laurent, date du XIXe siècle. Son mobilier date de l’édifice précédent.
- lavoir du XVIIe siècle.
- ancien moulin à huile du XVIIe (converti en hôtel, avec sa meule et son jardin provençal[66]).
- chapelle Notre-Dame[37].

## Personnalités liées à la commune
- Jean Bretog est un dramaturge du XVIe siècle.
- Jacques-Melchior de Barras de Saint-Laurent (1720-1792) est un officier de marine et un aristocrate.
- Eugène de Mazenod C’est au château de Saint-Laurent-du-Verdon qu’il écrivit les Constitutions des Oblats de Marie-Immaculée.